# Tom Hayward
Tom Hayward (Lincoln, 30 settembre 1982) è un pilota motociclistico britannico.

## Carriera
Ha partecipato al campionato nazionale britannico del 2005 in classe 125, giungendo al 15º posto, migliorando la posizione sino al 5º posto l'anno seguente.
Nell'edizione 2007 dello stesso campionato si piazza invece al 7º posto, nel 2008 al 4º, all'8º nel 2009.
Per quanto riguarda le competizioni del motomondiale ha registrato una presenza, quale wild card in occasione del Gran Premio motociclistico di Gran Bretagna 2007 in sella ad una Honda e arrivando al 30º posto al traguardo.

## Risultati nel motomondiale
| 2007 | Classe | Moto  |  |  |  |  |  |  |  |    |  |  |    |  |  |  |  |  |  |  | Punti | Pos. |
| ---- | ------ | ----- |  |  |  |  |  |  |  | -- |  |  | -- |  |  |  |  |  |  |  | ----- | ---- |
| 2007 | 125    | Honda |  |  |  |  |  |  |  | 30 |  |  | NE |  |  |  |  |  |  |  | 0     |      |

| Legenda | 1º posto        | 2º posto            | 3º posto            | A punti      | Senza punti        | Grassetto – Pole position Corsivo – Giro più veloce |
| Legenda | Gara non valida | Non qual./Non part. | Ritirato/Non class. | Squalificato | '-' Dato non disp. | Grassetto – Pole position Corsivo – Giro più veloce |